# Daubeuf-la-Campagne
Daubeuf-la-Campagne – miejscowość i gmina we Francji, w regionie Normandia, w departamencie Eure.
Według danych na rok 1990 gminę zamieszkiwało 180 osób, a gęstość zaludnienia wynosiła 28 osób/km² (wśród 1421 gmin Górnej Normandii Daubeuf-la-Campagne plasuje się na 721. miejscu pod względem liczby ludności, natomiast pod względem powierzchni na miejscu 576).